# 阿基坦高卢

117年的罗马帝国，阿基坦高卢行省位于高卢地区西南部

阿基坦高卢是罗马帝国的一个行省，其辖地大致相当于今日法国的新阿基坦大区全境及奥弗涅-罗讷-阿尔卑斯大区、奥克西塔尼大区的一部分；现代的新阿基坦大区就得名于此行省。罗马帝国时期，它与卢格敦高卢、纳博纳高卢、塔拉科西班牙这三个行省接壤。

## 阿基坦人部落
十四个凯尔特部落和二十个阿基坦人部落占据了比利牛斯山脉以北的一片地区，从东面的塞文山脉一直到大西洋。他们以两条大河为界：加龙河以南是阿基坦人，加龙河和卢瓦尔河之间是凯尔特人的范围。阿基塔人的部落数量较多，但规模很小，缺乏名声。大部分部落生活在沿海地区，也有一些深入内陆，到达塞文山脉的顶峰，直至特克托萨格人（另一支凯尔特人）的居住地 。 
长髮高卢（Gallia Comata）这个名字经常被用来指代卢格敦高卢、比利时高卢和阿基坦三个行省（指的是当地人的长发）。相对的有“着裤高卢”（Gallia Bracata）这个称呼，指的是纳博纳高卢行省当地人的裤装（罗马人穿托加袍）。 
阿基坦的沿海地区大部分为沙质薄土。可以种植粟，但其他作物基本不能生长。塔贝利部落拥有海湾。在他们的土地上，金矿丰富，可以以最少的精炼量产出大量的黄金。该地区的内陆和山区地带土壤较好，珀特罗科里和比图里格斯·库比两个部落善于炼铁，卡杜尔喀部落善于加工亚麻，鲁特尼和加巴列部落拥有银矿。     
根据斯特拉波的记载，阿基坦人很富裕。曾与罗马人作战的阿维尔尼的国王卢厄里乌斯就非常富有，以至于曾在坐马车时，往外到处扔金银硬币。
斯特拉波认为阿基坦人不仅在语言，机构、法律上与其他高卢人不同，在体貌上也是这样。他认为阿基坦人与伊比利亚人的关系更近
阿维尔尼也是最强大的阿基坦人部落之一，在前2世纪，经常以多达2-4万名士兵对抗罗马人。他们的领土到达纳博讷和马赛，成为整个高卢地区的霸主。 
罗马人称阿基坦人与高卢人的部落为帕古斯（Pagus）。而这些部落组织成的更大的联盟则被称为城邦（Civitates）。后来罗马人征服此地后，沿用这一套组织并将其转化为行政单位。

## 罗马征服阿基坦尼亚
高卢人不是一个自然、统一的民族（凯撒将其分为高卢人（属凯尔特人），比利时人（不同于今天的比利时人）人和阿基坦人）。前2世纪后期，为了保护通往西班牙的商路，罗马应马萨利亚城邦（今马赛）的请求，出兵对抗临近马赛的部落。经过这种干预，罗马人在公元前121年征服了这一地区，称之为普罗文西亚（Provincia）。后以其首府纳博讷之名，建立了纳博讷高卢行省。该地区的一部分就是现代的普罗旺斯地区，其名称就来自于罗马名Provincia。 
在高卢战争（公元前58-50）中，凯撒率领的罗马军队在格尔戈维亚战役和阿莱西亚战役中击败高卢领袖维钦托利，并在后一场战役中俘虏了他，宣告战争的结束。凯撒占领了包括阿基坦尼亚在内的高卢的其余部分，同时在罗马宣扬当年高卢人对罗马的入侵，以此证明自己的征服是正当的。罗马的边界从此到达了莱茵河。
凯撒将大海、比利牛斯山脉、加龙河之间的三角形领土命名为阿基坦尼亚。公元前56年，凯撒的部将普布里乌斯·克拉苏斯在凯尔特盟友的协助下对这一区域展开攻击，几乎将其完全制服。但直到公元前28-27年，这一区域都不断发生叛乱，奥古斯都的将领阿格里帕在公元前38年曾平定了此地的叛乱，取得了巨大的胜利。此后，奥古斯都在高卢的贵族会议的支持下，把阿基坦尼亚的边界延伸到卢瓦尔河。根据阿格里帕对此地语言，种族和社会的观察及一些其他证据，这次行政重组是在公元前27年进行的人口普查之后进行的。此后，阿基坦尼亚与纳博讷、卢格敦、比利时一起组成了高卢地区，阿基坦高卢成为了一个帝国行省。阿基坦高卢属元首行省，但没有军团驻扎在此。

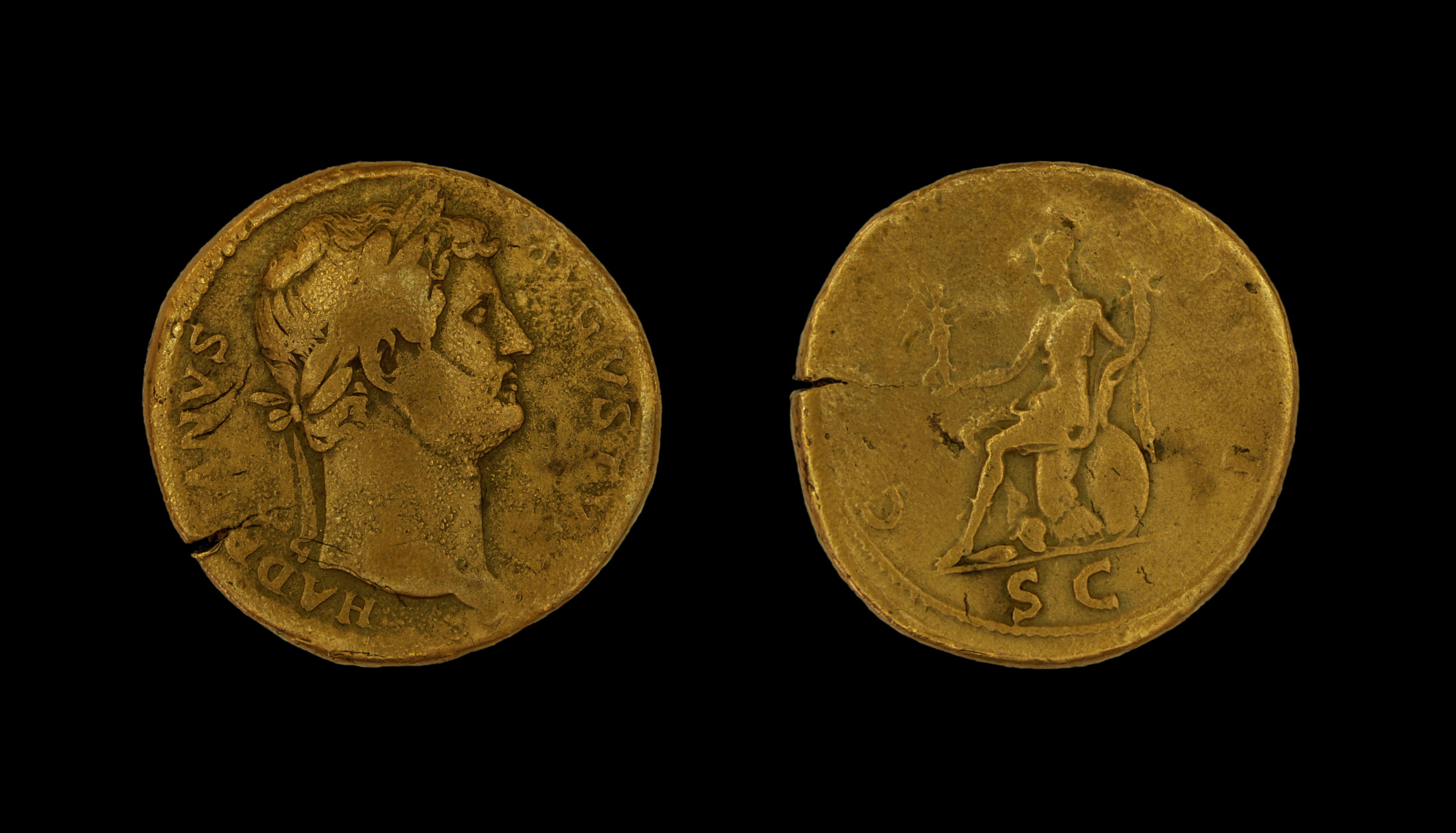
有哈德良头像的塞斯特提乌斯，发现于波尔多附近的加龙河中的一艘155-156年左右的沉船中

在戴克里先进行新的行政重组之前，奥古斯都建立了由适当的凯尔特部落和阿基坦人部落组成的行政区划。

## 晚期帝国，西哥特人入侵
早期的罗马-高卢人统治在3世纪后期走入困境。来自外部的压力暴露了内部的弱点，对莱茵河边境防御的忽视导致了蛮族入侵和内战。260-274年，包括阿基坦高卢在内的高卢诸省及西班牙、不列颠宣布独立，建立了高卢帝国。之后奥勒良重新统一了帝国。 
戴克里先皇帝为了拯救帝国，采取了一系列改革措施，在293年对各行省进行了重组。他建立了管区这一行省之上的行政区划。在阿基坦高卢，他设立了维埃纳管区（又称七省管区），涵盖了原来的阿基坦高卢、纳博讷高卢等行省。而阿基坦高卢又被分为第一阿基坦（首府为阿瓦里库姆·比图里古姆，今法国布尔日），第二阿基坦（首府布迪格拉，今波尔多，同时也是管区首府），第三阿基坦（又称诺文波普拉尼亚，首府埃鲁萨，今埃欧兹。诺维波普拉尼亚，意为九部族之地，来源于凯撒最初为阿基坦尼亚确定的边界，保留了某种独立的认同感）。行政改组后，高卢地区享有了一段时间的稳定并提高了声望。
406年12月31日，四个蛮族部落（阿兰人、苏维汇人、汪达尔人、阿斯丁人）跨越莱茵河入侵。高卢地区的首府由奥古斯塔·特雷维罗伦（今特里尔）移至南部的阿勒拉特（今阿尔勒）。尽管随后莱茵河边疆得以恢复，并维持到459年，但罗马人的注意力已经转移到高卢南部，试图控制入侵者并使其远离地中海。但汪达尔人420年开始从在西班牙南部的基地出发骚扰海岸，宣告这项政策的失败。 
五世纪初，西哥特人入侵了阿基坦尼亚。霍诺留皇帝与他们签订条约，把阿基坦尼亚的土地割给西哥特人。有观点认为，西哥特人名义上是罗马人的“同盟者”，而霍诺留则是根据“同盟费用”的原则（要求平民向士兵提供住所的罗马法律）把阿基坦尼亚赏给了他们。418年，独立的西哥特王国在原有的第二阿基坦和第三阿基坦的土地上建立。埃提乌斯于454年死后，西罗马帝国日益衰弱，造成了权力真空。460-480年，西哥特人不断向东蚕食帝国的领土，476年，阿基塔高卢的最后一片帝国领土被割让给了西哥特人。西哥特王国之后扩展到比利牛斯山脉，进入伊比利亚半岛，在阿基坦的地位逐渐被法兰克人取代。 
602年，一些法兰克-罗马贵族建立了独立的瓦斯康尼亚公国，统辖了阿基坦尼亚的西南部，即之前西哥特人的领地（后来这一区域被称作加斯科涅）。后从属于法兰克王国。 

## 阿基坦高卢的总督
- 昆图斯·尤利乌斯·科尔杜斯（英语：Quintus Julius Cordus） [13] 公元69年
- 格奈乌斯·尤利乌斯·阿格里科拉 74-76年
- 马库斯·科尔内琉斯·尼格里努斯·库里阿提乌斯·马特尔努斯（英语：Marcus Cornelius Nigrinus Curiatius Maternus） 80-83
- 塞内喀奥·梅米乌斯 阿费尔（英语：Senecio Memmius Afer） 94-96
- [Lucius Valerius Propinquus?] Grani[us ...?] Grattius [Cerealis?] Geminius R[estitutus?] 123-125
- 萨尔维乌斯·瓦伦斯（Salvius Valens）[14]
- 昆图斯·凯喀利乌斯·马塞卢斯·德恩提利安努斯（英语：Quintus Caecilius Marcellus Dentilianus）  约138
- 提图斯·普利菲尔纽斯·派图斯·罗西安努斯·格米努斯（英语：Titus Prifernius Paetus Rosianus Geminus） [15] 142-145
- 昆图斯·塞西留斯·马塞勒斯·登蒂利安努斯（Quintus Cecilius Marcellus Dentillianus） 146-149
- [...]利基阿努斯（Licianus）
- 费杜斯（Fidus） 2世纪50年代
- 马库斯·克索利乌斯·保利乌斯（Marcus Censorius Paullus）  约157-160
- 卢基乌斯·尤里乌斯·朱利安努斯（Publius Flavius Pudens Pomponianus） [16] 卡拉卡拉统治时期
- 马库斯·尤文提乌斯·赛库杜斯·利克萨·波斯图米乌斯·潘萨·瓦勒里安努斯·塞维鲁（Marcus Juventius Secundus Rixa Postumius Pansa Valerianus Severus）  三世纪初